# Magda Goebbels
Magda Goebbels, właśc. Johanna Maria Magdalena Goebbels, z d. Behrend, od 1908 Friedländer, od 1920 Ritschel i 1921–1931 Quandt; (ur. 11 listopada 1901 w Berlinie, zm. 1 maja 1945 tamże) – żona byłego ministra propagandy, kanclerza Josepha Goebbelsa, zagorzała zwolenniczka Adolfa Hitlera. W końcowym okresie wojny w otoczonym Berlinie popełniła wraz z mężem samobójstwo, zabijając wcześniej sześcioro swoich dzieci.

## Życiorys

### Wczesne lata
Była córką inżyniera Oskara Ritschela i Auguste Behrend. Rodzice Magdy Ritschel po trzyletnim okresie małżeństwa rozwiedli się w 1904 roku.
Gdy miała pięć lat, matka wysłała ją do ojca do Kolonii, który razem z córką wyjechał do Brukseli. W Belgii Magda została zapisana do klasztoru urszulanek w Vilvoorde. W klasztorze została zapamiętana jako „aktywne i inteligentne dziecko”. Po rozwodzie matka Magdy, Auguste, wzięła ślub z żydowskim przemysłowcem Richardem Friedländerem i w 1908 roku wraz z nim przeprowadziła się do Brukseli. Friedländer zmarł później w obozie koncentracyjnym w Buchenwaldzie.
Do wybuchu I wojny światowej obydwoje rodzice Magdy pozostali w Belgii. Po rozpoczęciu wojny w obawie przed represjami przenieśli się do Berlina. Po przyjeździe do stolicy Rzeszy Magda rozpoczęła naukę w Kolmorgen Lycée. W 1914 roku jej matka rozwiodła się z Richardem Friedländerem.

### Małżeństwo z Güntherem Quandtem
W wieku 17 lat, wracając do szkoły pociągiem, Magda spotkała Günthera Quandta, bogatego niemieckiego przemysłowca, który posiadał udziały w takich przedsiębiorstwach jak BMW i Daimler-Benz. Dwa razy starszy od Magdy Quandt zaczął zabiegać o jej względy, mówiąc, że jest przyjacielem rodziny. Domagał się również, aby zmieniła nazwisko Friedländer, które przybrała po swoim ojczymie, na nazwisko swojego ojca Ritschel, oraz by zmieniła wyznanie z katolickiego na protestanckie.
4 stycznia 1921 roku wzięli ślub, a 1 listopada 1921 roku urodziło się jej pierwsze dziecko, syn Harald, który – jak pokazała przyszłość – był jedynym jej dzieckiem, które przeżyło wojnę. Harald w roku 1967 zginął w wypadku lotniczym w Cuneo we Włoszech.
Quandt nie był przykładnym mężem i niewiele czasu spędzał ze swoją żoną. Rozczarowana sytuacją 23-letnia Magda stała się obiektem zainteresowania swojego pasierba, 18-letniego Helmuta Quandta, który jednak zmarł w wyniku komplikacji spowodowanych zapaleniem wyrostka robaczkowego w 1927 roku. W tym samym roku Magda wraz z mężem udała się na półroczną wycieczkę po Stanach Zjednoczonych. Tam jej uroda przyciągnęła uwagę siostrzeńca amerykańskiego prezydenta Herberta Hoovera. W 1929 roku Magda i Quandt rozwiedli się.

### Małżeństwo z Josephem Goebbelsem

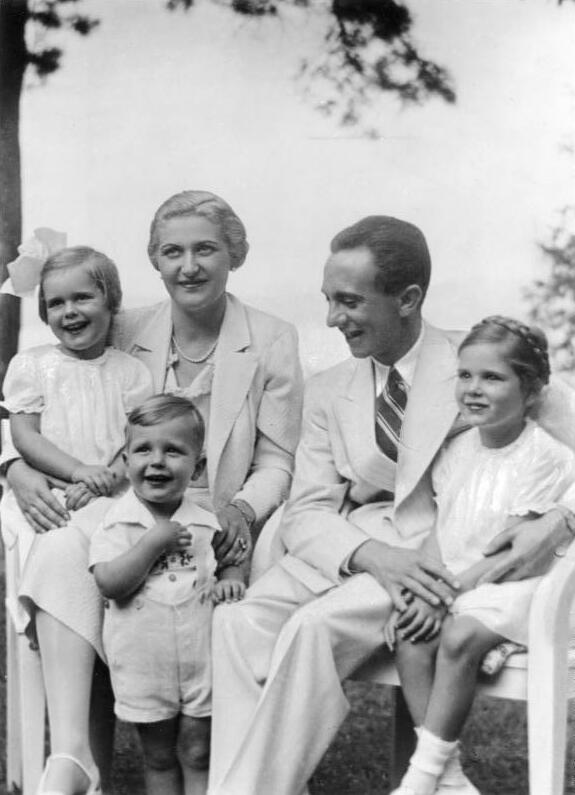

Młoda, atrakcyjna, rozwiedziona i niezależna finansowo Magda uczestniczyła w spotkaniu NSDAP, gdzie po raz pierwszy spotkała Josepha Goebbelsa, jednego z mówców. Wywarł na niej silne wrażenie. 1 września 1930 roku wstąpiła do nazistowskiej partii, ale nie była jej aktywnym członkiem. Z lokalnego oddziału, w którym pracowała jako wolontariuszka, Magda przeniosła się do głównej siedziby partii i przez krótki okres była sekretarką Hansa Meinshausena, zastępcy Goebbelsa.
Magda wyszła za mąż za Josepha Goebbelsa 19 grudnia 1931 roku, w kościele protestanckim w Severin w Meklemburgii. Świadkiem na ich ślubie byli Adolf Hitler i Franz Ritter von Epp. Będąc żoną Josepha, Magda urodziła sześcioro ich dzieci: Helgę, Hildegardę, Helmuta, Hedwig, Holdine i Heidrun.
Istnieją różne teorie na temat powodów, dla których wyszła za mąż za Josepha Goebbelsa. Według jednej z nich celem tego związku była chęć zbliżenia się do Adolfa Hitlera, którym Magda była zauroczona. Ponieważ Hitler zamierzał pozostać kawalerem, sugerowano, że jako żona jednej z czołowych postaci mogła być „pierwszą damą Trzeciej Rzeszy”. W innych teoriach sugeruje się, że choć Hitler niewątpliwie był pod jej wrażeniem, to jednak nie ingerował w małżeństwo Magdy z Goebbelsem z wcześniej wymienionych powodów.
Joseph Goebbels nie był wzorem mężowskich cnót, nie stronił od towarzystwa innych kobiet. Najgłośniejszym był jego trwający przeszło rok romans z czeską aktorką Lídą Baarovą. Z jej powodu Goebbels zamierzał nawet rozwieść się z Magdą. Sprawa dotarła do Hitlera, który kategorycznie nakazał Josephowi zerwanie z Baarovą. Aktorka musiała udać się do Pragi. Magda również miała romans, z osobistym sekretarzem swojego męża Karlem Hanke, i w tym przypadku interwencja Hitlera zakończyła go.

### Lata wojny

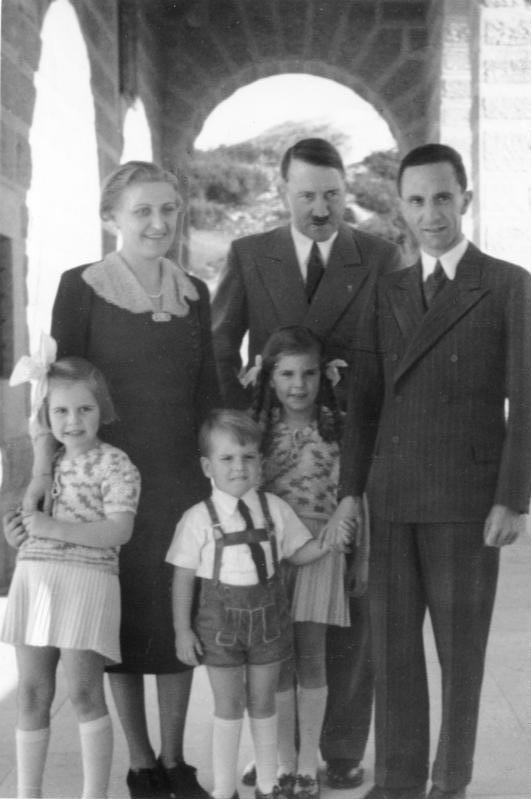
Rodzina Goebbelsów z Hitlerem

Będąc żoną ministra propagandy i pozostając w bliskich relacjach z Hitlerem, czerpiąc materialne korzyści z posiadanego statusu społecznego, Magda Goebbels prezentowała wizerunek osoby lojalnej wobec Hitlera. Pewne wątpliwości w jej postrzeganiu wodza pojawiły się na skutek pierwszych porażek Wehrmachtu na froncie wschodnim.
Drugi mąż matki Magdy, Richard Friedländer, jako Żyd został umieszczony w obozie zagłady w Buchenwaldzie. Nie ma żadnych dowodów wskazujących na jakąkolwiek interwencję Magdy, aby ocalić żydowskiego ojczyma od śmierci. Mimo że jego los nie został ustalony, powszechnie przyjmuje się, że zginął w obozie.
Na początku wojny Magda z entuzjazmem odnosiła się do pracy męża i swoich obowiązków wynikających z bycia żoną ważnego dygnitarza Rzeszy. Zajmowała się między innymi kontaktami z żonami zagranicznych głów państw odwiedzających Niemcy, wspieraniem żołnierzy i pocieszaniem wdów wojennych. Pierwszy syn Magdy, Harald Quandt, został pilotem Luftwaffe i walczył na froncie, podczas gdy w domu Magda starała się żyć zgodnie z propagandowym obrazem patriotycznej matki, Niemki i zwolenniczki polityki Hitlera. Brała udział w szkoleniach jako pielęgniarka Czerwonego Krzyża i pracując w firmie Telefunken.
Pod koniec wojny Magda zaczęła cierpieć na neuralgię trójdzielną. Z powodu silnego bólu twarzy często była przykuta do łóżka, a w sierpniu 1944 roku była hospitalizowana.
Pod koniec kwietnia 1945 r. Armia Czerwona wkroczyła do Berlina. Rodzina Goebbelsów wraz z dziećmi przeniosła się do bunkra Hitlera, pod zbombardowaną Kancelarią Rzeszy. Zajęli pokój należący wcześniej do osobistego lekarza Hitlera Theodora Morella. Jedyna łazienka z wanną należała do Adolfa Hitlera, udostępnił ją Magdzie i jej dzieciom.
Gdy doniesienia o grabieżach i gwałtach radzieckich żołnierzy zaczęły krążyć po Berlinie, Hitler i jego żona Eva Braun popełnili samobójstwo popołudniem 30 kwietnia. Dwa dni wcześniej Magda napisała list pożegnalny do syna Haralda, który przebywał wówczas w obozie jenieckim w Afryce Północnej. W swoim testamencie, który Joseph Goebbels podyktował sekretarce Hitlera Traudl Junge, napisał on, że Magda i dzieci poparły jego decyzję o pozostaniu w bunkrze i wspólnym samobójstwie, zaznaczając, że dzieci z całą pewnością zrobiłyby to, gdyby były dorosłe i mogły same decydować o swoim losie.

### Samobójstwo
1 maja 1945 roku Magda Goebbels najpierw podała swoim dzieciom morfinę; gdy otumanione zasnęły, w ich ustach rozgniecione zostały kapsułki z cyjankiem potasu. Według niektórych relacji osobą, która wkładała dzieciom do ust cyjanek, był doktor SS Ludwig Stumpfegger, ale z powodu braku świadków zdarzenia niemożliwe jest potwierdzenie tej hipotezy; przyjmuje się, że Stumpfegger prawdopodobnie brał udział w podawaniu narkotyków dzieciom, ale to sama Magda Goebbels podała im kapsułki z trucizną. Niektóre relacje podają, iż najstarsze dziecko, 12-letnia Helga, obudziła się i usiłowała walczyć przed śmiercią ze swoją matką, nie znaleziono jednak na to żadnych dowodów. Kiedy dzień później wojska radzieckie weszły do bunkra, znaleziono ciała dzieci w ich łóżeczkach, dziewczynki miały związane włosy wstążkami.
Gdy dzieci były już martwe, obydwoje – Magda i Joseph – udali się do ogrodów kancelarii. Tam według jednej z relacji Goebbels zastrzelił najpierw swoją żonę, a potem siebie, według innej – obydwoje zażyli truciznę, a żołnierz SS zastrzelił obydwoje z karabinu maszynowego. Ciała oblano benzyną i podpalono, 2 maja 1945 roku zwęglone zwłoki znaleźli radzieccy żołnierze. Ich ciała, a także ciała dzieci, zostały później potajemnie pochowane.
W 1970 roku szczątki Goebbelsów zostały powtórnie spalone, a prochy wrzucono do Łaby.